# Displasia metatrópica
La displasia metatrópica (del griego Metatropos, "cambiante" o "variable") es una displasia espondiloepimetafisaria caracterizada por un tronco largo y extremidades cortas en la infancia, seguido de una cifoescoliosis progresiva y grave que produce una reversión en las proporciones corporales durante la niñez (se pasa a tronco corto y extremidades largas) y estatura baja en la edad adulta. El nombre de displasia metatrópica hace referencia a las inversiones en las proporciones corporales que se manifiestan en su evolución, dando lugar a un enanismo rizomélico, con ensanchamiento bulboso de las articulaciones. Actualmente, se encuentra dentro del grupo de los trastornos autosómicos dominantes de TRPV4

## Etiología y clasificación
La displasia metatrópica es debida a mutaciones en el gen receptor de potencial transitorio vaniloide 4 (TRPV4) (12q24.1) el canal TRPV4 transporta los átomos de calcio con carga positiva (iones de calcio) a través de las membranas celulares y hacia las células. El canal se encuentra en muchos tipos de células, pero se sabe poco acerca de su función. Los estudios sugieren que juega un papel en el desarrollo normal del cartílago y el hueso. Las mutaciones en este gen causan un aumento del calcio en los condrocitos y en consecuencia una osificación endocondral interrumpida lo que produce las manifestaciones clínicas de la MTD. Sin embargo, no está claro cómo los cambios en la actividad del canal de calcio conducen a las características específicas de la condición. Además Boden y Cols consideran que se debe a un desacoplamiento entre el crecimiento endocondral y pericondral. 

La Displasia metatrópica se transmite con un patrón autosómico dominante

Según su etiología la displasia metatrópica tiene una herencia autosómica dominante. Esto significa que las personas con displasia metatrópica tienen una probabilidad del 50/50 de pasar esta condición a sus hijos, ya sean hombres o mujeres. La displasia metatrópica también puede ocurrir por primera vez en un niño; en los casos en que ambos padres son de estatura típica, la probabilidad de tener otro hijo con displasia metatrópica es baja (2-3 %).
Se pudo concluir que la displasia metatrópica es autosómica dominante, como ya nombrado anteriormente, ya que no se encontraron evidencias de consanguinidad entre los padres de los casos publicados. Además, se observó que en la mayoría de los casos publicados con hermanos afectados, el diagnóstico de displasia metatrópica no era correcto, excepto en dos casos que podrían corresponder a un mosaicismo gonadal. Esto es importante, porque descartada la afectación de alguno de los padres, el riesgo de repetición es prácticamente despreciable, puesto que el mosaicismo gonadal debe ser muy poco frecuente.
Las seis displasias esqueléticas autosómicas dominantes (de la más leve a la más grave) son:
- Artropatía digital familiar-braquidactilia
- Braquiolmia autosómica dominante
- Displasia espondilometafisaria tipo Kozlowski
- Displasia espondiloepifisaria tipo Maroteaux
- Displasia paraestremmática
- Displasia metatrópica

## Historia
Fue inicialmente descrita en 1966 por Maroteaux quien lo describió como una condrodistrofia que presentaba al nacimiento miembros cortos y un acortamiento relativo de la columna vertebral con una severa escoliosis; la palabra "metatrópica" deriva del griego "metatropos", que significa "con cambios".

## Cuadro clínico

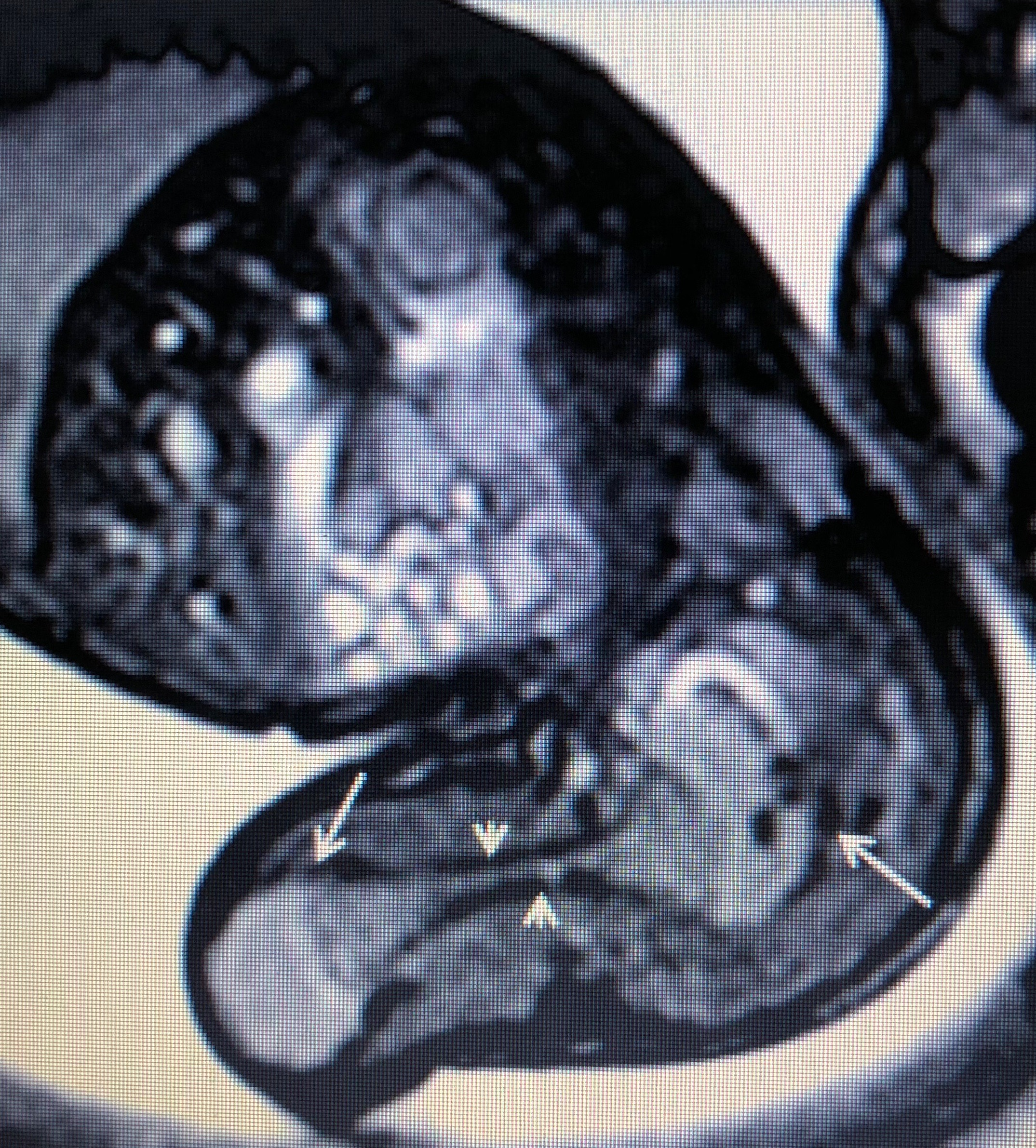
Imagen por Resonancia Magnética. Fémur con forma de mancuerna corta con diáfisis muy delgada (puntas de flecha) y cartílagos epifisaria muy anchos (flechas).

El espectro fenotípico de la MTD es variable con casos graves que son letales in utero, o poco después del nacimiento, y otros que solo tienen cambios esqueléticos más leves. Los niños al nacer tienen el tronco largo y las extremidades cortas  (enanismo de extremidades cortas).

### Cara y cráneo
- Las anomalías craneofaciales también pueden notarse e incluyen frente prominente, hipoplasia del tercio medio facial, y mandíbula cuadrada. Algunos nacen con un alargamiento del coxis y raramente presentan hipoacusia neurosensorial.
- Rasgos faciales promedio.
- La Macrocefalia puede desarrollarse debido a hidrocefalia potencial.[7]

### Tronco, pecho y columna vertebral
- Las costillas son cortas y las alas ilíacas tienen un marcado aplanamiento que les da una apariencia de forma de «alabarda».
- Cofre pequeño y estrecho.
- Tórax en quilla (hueso del pecho que sobresale más que la media) o tórax en embudo (hueso del seno deprimido).
- A medida que el niño crece y la condición progresa, se desarrolla cifoescoliosis de la columna vertebral que disminuye la altura del tronco (enanismo de tronco corto) y extremidades relativamente largas. La cifoescoliosis puede llevar a deformidades en el tórax y a disminuir la función pulmonar y la dificultad respiratoria puede ser fatal. Aparente acortamiento de las extremidades también se produce con el tiempo, debido a contracturas articulares que van evolucionando progresivamente. y las articulaciones pequeñas suelen ser hipermóviles.
- La cifoescoliosis grave y la posible inestabilidad atlantoaxial pueden llevar a mielopatía. Los adultos alcanzan una estatura media de 107–135 cm. La inteligencia es normal.
- En la infancia, la "cola coccígea" puede ser evidente, que es una prolongación del cóccix normal que consiste en material de cartílago.[7]

### Brazos piernas
- Extremidades significativamente acortadas con un hueso característico con forma de mancuerna.
- Presentan también alteraciones en la osificación epifisaria.
- Fémur.
- Los huesos largos están acortados mostrando una llamativa hiperplasia en la región de los trocánteres y las metáfisis, dando lugar a un ensanchamiento metafisario que les da un aspecto de «trompeta».[7]

### ¿Cuáles son las características de rayos X?
Las características radiográficas de la Displasia Metatrópica incluyen cuerpos vertebrales pequeños, planos y en forma de rombo en la primera infancia debido a una osificación defectuosa. Aspecto de una acumulación de hueso en forma de joroba en las porciones central y posterior de las placas terminales vertebrales en la parte inferior posterior y superior de la columna lumbar.
El tórax es angosto y las costillas son cortas tanto en la infancia como en la primera infancia. Las extremidades también son cortas con un marcado destello metafisario y displasia epifisaria. Deformado de capital femoral epífisis. Hiperplasia de las metáfisis femorales proximales. Las epífisis femorales capitales son típicamente deformadas. Hiperplasia de proximal metafisias femorales generalmente se observa. Por último, es característica la hipoplasia de la pelvis basilar con crestas ilíaca en forma de media luna y espinas ilíacas anteriosuperiores bajas.

## Epidemiología
La displasia metatrópica es un trastorno muy raro y también es muy poco frecuente que afecta a hombres y mujeres en igual número. Aproximadamente 81 casos han sido descritos en la literatura hasta la fecha. Se llegó al diagnóstico de displasia metatrópica que da una prevalencia mínima de 1/1 405 374 recién nacidos vivos tienen esta condición.

## Métodos diagnósticos

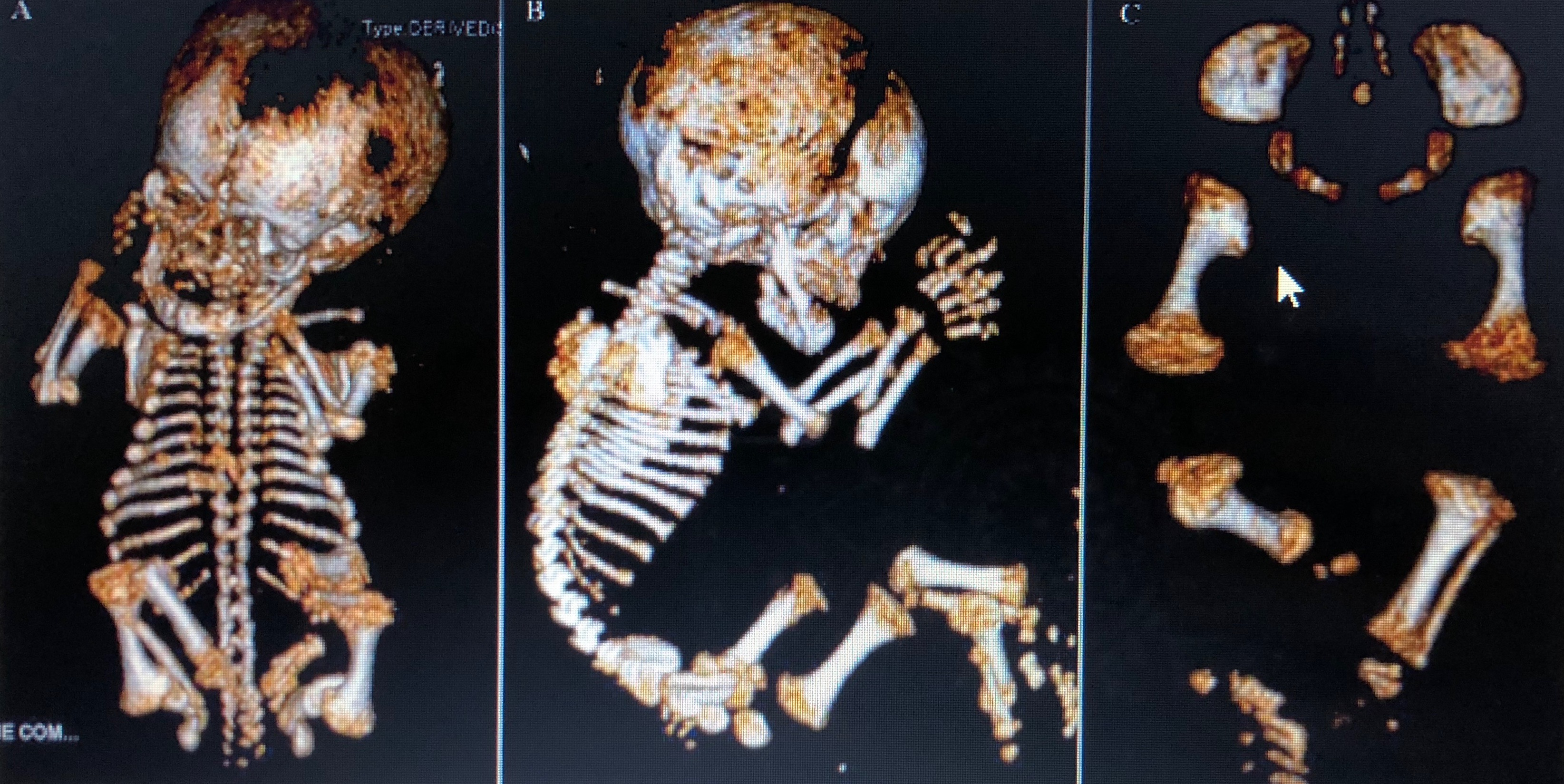
Tomografía computarizada fetal.
- En la primera fotografía: visión frontal que demuestra la quijada cuadrada, las costillas cortas, el tórax estrecho, la vértebra plana y el espacio reducido entre los pedículos especialmente en el nivel lumbar.
- En la segunda fotografía: una vista lateral que muestra costillas cortas y huesos largos, tamaño normal de la cabeza y mandíbula cuadrada.
- En la tercera fotografía: una vista frontal de los miembros inferiores que muestran huesos largos en forma de mancuernas cortas.

El diagnóstico se basa en hallazgos clínicos y radiológicos. Los hallazgos radiológicos incluyen diáfisis cortas con metáfisis anchas, platispondilia marcada, calcificación precoz del cartílago hioides y cricoides, pelvis en forma de alabarda, hipoplasia grave de la parte anterior de la primera vértebra cervical y huesos calcáneos irregulares cuadrangulares. Las manifestaciones radiológicas cambian en las diferentes edades. Al tratarse de un trastorno raro con pocos informes en la literatura médica, puede ser necesario consultar con un genetista clínico experimentado antes de realizar un diagnóstico.
Un test genético molecular puede identificar una mutación en el gen TRPV4, confirmando el diagnóstico.Todas estas características permiten el diagnóstico precoz, si bien se verá confirmado con la evolución.

### Diagnóstico diferencial
El diagnóstico diferencial incluye mucopolisacaridosis tipo IV y otros tipos de displasia espondilometafisaria, en particular la displasia espondilometafisaria tipo Kozlowski, un trastorno alélico que muestra un solapamiento importante con los casos leves de MD. En el diagnóstico diferencial deben considerarse la displasia de Kniest (displasia metatrópica tipo II), así como la displasia disegmentaria tipo Rolland-Desbuquois. Aun cuando inicialmente la displasia metatrópica fue incluida como un tipo hiperplásico de acondroplasia, se cree que tiene entidad clínica lo suficientemente clara como para distinguirla. Por su mórbida evolución, sobre todo por la cifoescoliosis, el síndrome de Morquio debe ser también considerado en el diagnóstico diferencial.

### Diagnóstico prenatal
El diagnóstico prenatal es posible mediante pruebas genéticas y una evaluación prenatal (con una tomografía computarizada 3D o una ecografía) y suele ofrecerse cuando se conoce una mutación en la familia.

## Pronóstico
El pronóstico varía en función de la gravedad de la enfermedad. La expectativa de vida no suele estar afectada a menos que haya complicaciones respiratorias.

## Manejo y tratamiento
El tratamiento está dirigido a la posibilidad de evitar la progresión de la deformación esquelética y mantener la función pulmonar. La práctica estándar incluye un soporte ortopédico hasta que se alcanza la madurez esquelética. Se suele optar por un enfoque conservador, pero los procedimientos quirúrgicos (por ejemplo una cirugía correctiva de la columna con fusión posterior) pueden ser efectivos para la detención de la deformidad en algunos casos. La evaluación preoperatoria de la función pulmonar es obligatoria antes de considerar cualquier procedimiento invasivo. En el seguimiento periódico debe valorarse cualquier dificultad respiratoria o signos de mielopatía. En casos graves, puede ser necesaria una traqueotomía y soporte respiratorio a largo plazo. Cuando hay una dislocación parcial de los segmentos de la columna vertebral en la parte superior de la columna vertebral (vértebras cervicales), la unión entre las dos vértebras se puede fusionar. Este procedimiento debe realizarse para evitar daños en la parte cervical de la médula espinal.

## Afecciones asociadas
La displasia metatrópica varía en severidad. Algunos bebés mueren a causa de problemas respiratorios graves, mientras que otros sobreviven con cambios menores.

##### Cuello
La inestabilidad atlantoaxoidea está casi universalmente presente en la displasia metatrópica. Las radiografías del cuello deben realizarse en el momento del diagnóstico y a intervalos periódicos a partir de entonces. La inestabilidad progresiva en esta región dará lugar a la compresión de la médula espinal y es potencialmente mortal. Los signos de compresión del cordón se han enumerado en otra parte. Si la inestabilidad es progresiva o sintomática, la fusión quirúrgica temprana de los huesos afectados es esencial. En caso de duda diagnóstica, se puede obtener información adicional mediante una resonancia magnética (con vistas de flexión-extensión y estudios de flujo de CSF). Permite la determinación precisa del grado de compresión de la médula espinal y el espacio disponible para el cordón. La fusión espinal puede complementarse con instrumentación (implantes metálicos) para sostener los huesos hasta que la masa de fusión se consolide. Por lo general, se extrae hueso de una costilla o de la pelvis para ayudar al proceso de curación. La inmovilización del cuello se logra mediante un halo chaleco o cuerpo fundido, durante al menos 3 meses.

##### Espina
La cifoscoliosis se ve comúnmente en la primera infancia. A menudo es severo y rápidamente progresivo. Las curvas espinales deben diagnosticarse temprano y seguirse a intervalos regulares. Los arrostramientos pueden ser de algún beneficio en niños más pequeños con curvas más pequeñas (40 0.º a 50 0.º). El momento de la descompresión espinal y la fusión para la escoliosis en la displasia metatrópica depende de la gravedad de la curva, la progresión de la curva, la edad y el riesgo de lesión de la médula espinal. La instrumentación de la fusión espinal puede no ser posible debido al tamaño y la estructura de la columna vertebral. La inmovilización prolongada en un yeso corporal con halo puede ser necesaria después de la cirugía. El estado del sistema respiratorio puede determinar el momento de la cirugía, especialmente en los niños más jóvenes y más gravemente afectados. En la parte inferior de la espalda, se puede presentar estenosis espinal que requiere descompresión y fusión espinal.
Las extremidades son cortas con contracturas articulares significativas. El tratamiento de las deformidades óseas y las contracturas articulares está dictado por la capacidad para caminar, la cantidad de compromiso funcional y los síntomas. Los problemas comunes incluyen contracturas de flexión de cadera y rodilla y genu valgo. Algunas personas pueden tener signos de laxitud ligamentosa. La artritis degenerativa prematura invariablemente se produce y requiere cirugía de reemplazo de articulaciones.

##### Problemas respiratorios
Los problemas respiratorios son el resultado de una caja torácica rígida y poco desarrollada. Las dificultades respiratorias prolongadas pueden justificar una traqueotomía y un soporte ventilatorio a largo plazo. Esta es una causa frecuente de muerte en la infancia. Otras causas graves pero prevenibles de insuficiencia respiratoria son la compresión de la médula espinal y la hidrocefalia. Las pruebas de función pulmonar y los estudios del sueño se utilizan con frecuencia para diagnosticar problemas respiratorios en displasias esqueléticas. Se recomienda una revisión periódica por un neumólogo.

##### Hidrocefalia
La hidrocefalia ha sido reportada en la displasia metatrópica. La medición regular de la circunferencia de la cabeza facilitará el diagnóstico temprano. Dolor de cabeza, vómitos, trastornos visuales y pérdida de la conciencia son signos de una mayor presión en el cerebro.

##### Otras
Una de las complicaciones más frecuentes en la displasia es la hipoplasia de la odontoides y la subluxación de las vértebras C1-C2, lo que conlleva a compromisos espinales, medulares o ambos. Durante el período neonatal, la talla suele hallarse dentro de límites normales, pero en la época de la lactancia se desarrolla una cifoescoliosis progresiva que conduce a un tronco corto. Esta cifoescoliosis unida al tórax en quilla da una configuración de tórax ahuecado; es por ello que en los niños mayores el grado de afectación en la columna hace que el mentón descanse sobre el esternón.

## Conclusiones
La displasia metatrópica es un padecimiento cuyo diagnóstico es clínico y radiológico. Un bajo porcentaje de los casos puede ser diagnosticado de manera prenatal. Los hallazgos en la radiografía simple son característicos. Debido a los cambios óseos es frecuente la hipoplasia pulmonar, la eventración diafragmática y la inestabilidad cervical.